# ベル郡 (テキサス州)
ベル郡（ベルぐん、英: Bell County）は、アメリカ合衆国テキサス州の中央部に位置する郡である。人口は37万0647人（2020年）。郡庁所在地はベルトンであり、同郡で人口最大の都市はキリーンである。テキサス州の人口重心が郡内のホランドの町にある。ベル郡は1850年に設立され、郡名は第3代テキサス州知事ピーター・ハンスボロ・ベルに因んで名付けられた。
ベル郡は、キリーン・テンプル・フォート・フッド大都市圏に属している。

## 年譜
- 1834年-1835年、テネシー州ナッシュビルからスターリング・C・ロバートソンの率いた一団が、リトルリバーに入りロバートソン・コロニーを築いた[4]
- 1836年、ランナウェイ・スクレイプによって、コロニーの開拓者がいなくなった[5]。再度入植されたが、エルムウッド・クリーク・ブラッド・スクレイプの後に再度いなくなった。テキサス・レンジャーのジョージ・イーラスがリトルリバーに砦を築いた[6]
- 1843年-1844年、開拓者がコロニーに戻った[4]
- 1845年、ベルトンにテキサス共和国がベイラー女性カレッジを設立した。後にメアリー・ハーディン＝ベイラー大学になった[7]
- 1850年、ベル郡が設立され、第3代テキサス州知事ピーター・ハンスボロ・ベルに因んで名付けられた。当時の人口は白人が600人と黒人奴隷が60人だった[4]
- 1851年、ベルトンが郡庁所在地になった[8]
- 1859年、この地域では最後のインディアン襲撃があった[4]
- 1860年、ベル郡とミラム郡の郡境が再測量された。ベル郡の領域が現在の形になった[4]

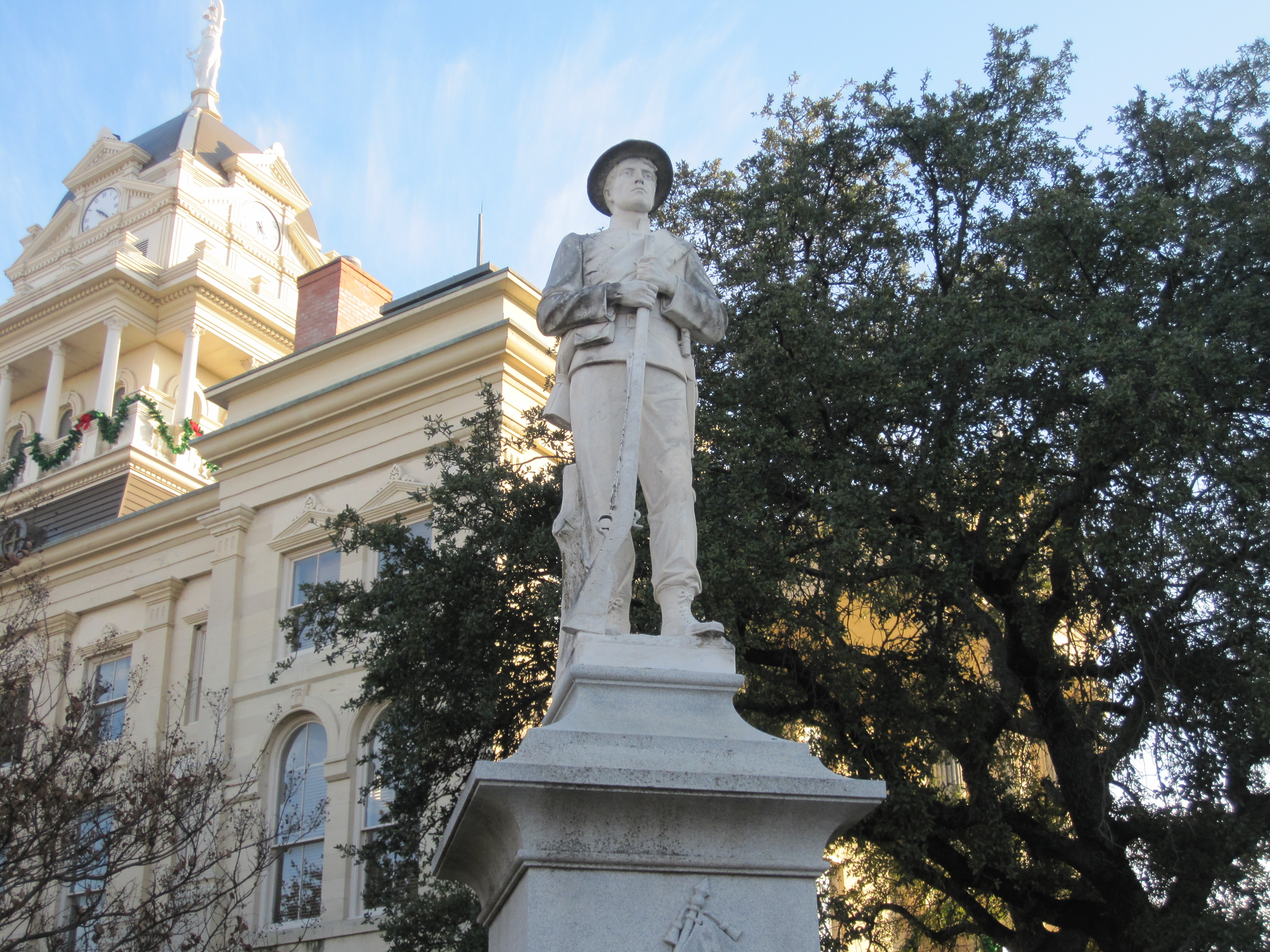
ベル郡庁舎前の南軍兵士の像

- 1861年、郡民の投票でアメリカ合衆国からの脱退を承認した[4]
- 1862年-1865年、北軍の同調者と南軍の脱走者が「キャンプ・セイフティ」に隠れた[4]
- 1867年、中央テキサスでは最初の女性運動であるベルトン女性コモンウェルスがマーサ・マクワーターによって結成された。この組織は虐待される女性を匿った[4]
- 1865年-1877年、郡内のレコンストラクションは問題が多く、連邦軍がベルトンの町に入った。汚職、無法、人種差別が当たり前だった。クー・クラックス・クランの地方版もあった[4]
- 1875年、テキサス州初の女性知事ミリアム・A・ファーガソンが郡内で生れた[4]
- 1881年、ガルフ・コロラド・アンド・サンタフェ鉄道が郡内を初めて通り、テンプルにその本社が置かれた[4]
- 1884年、現在ある郡庁舎が建設された。このルネッサンス復古調建物は建築家のジャスパー・N・プレストンと息子達が設計した[9]
- 1905年、ベルトン・アンド・テンプル都市間電鉄が建設された[4]
- 1920年代、クー・クラックス・クランが復活した[4]
- 1925年、ミリアム・A・ファーガソンが州知事に就任した[10]
- 1926年、テンプル・ジュニアカレッジ（後のテンプル・カレッジ）が開学した[11]
- 1933年、ミリアム・A・ファーガソンが2回目の州知事に就任した[10]
- 1942年、軍事訓練基地としてフッド砦が開設された[4]
- 1956年、キリーン教育委員会が地元高校で人種差別撤廃を票決した[12]
- 1965年、キリーン市でセントラル・テキサス・カレッジが設立された[12]
- 1980年、キリーン市が郡内最大の都市になった[12]
- 1991年、10月16日、ルビーズ銃乱射事件が起こった。ジョージ・ジョー・ヘナード・ジュニアが23人を殺し、20人を負傷させた後に自殺した。当時としては最大の大量銃撃事件だった。ヘナードは銃撃を始める前に「これはベル郡が私にさせたことだ。これは返礼の日だ」と叫んだ[13]
- 1995年、ルビーズ銃乱射事件を受けて、ジョージ・W・ブッシュ知事が隠蔽武器に対する許可を求める新法に署名した
- 2009年11月5日、フォート・フッド銃撃事件が起こった。ニダル・マリク・ハサン少佐が13人を殺し、30人を負傷させた

## 地理
アメリカ合衆国国勢調査局に拠れば、郡域全面積は1,088平方マイル (2,817.9 km2)であり、このうち陸地1,060平方マイル (2,745.4 km2)、水域は28平方マイル (72.5 km2)で水域率は2.59%である。

### 主要高規格道路
- 州間高速道路35号線
- アメリカ国道190号線
- テキサス州道36号線
- テキサス州道53号線
- テキサス州道95号線
- テキサス州道195号線

### 隣接する郡
- マクレナン郡 - 北
- フォールズ郡 - 北東
- ミラム郡 - 南東
- ウィリアムソン郡 - 南
- バーネット郡 - 南西
- ランパサス郡 - 西
- コリエル郡 - 北西

## 人口動態
以下は2010年の国勢調査による人口統計データである。
| 基礎データ - 人口: 310,235人 - 世帯数: 114,035 世帯 - 家族数: 80,449 家族 - 人口密度: 87人/km2（295.2人/mi2） - 住居数: 125,470軒 - 住居密度: 34軒/km2（88軒/mi2） 人種別人口構成 - 白人: 61.4% - アフリカン・アメリカン: 21.5% - ネイティブ・アメリカン: 0.8% - アジア人: 2.8% - 太平洋諸島系: 0.8% - 混血: 5.0% - ヒスパニック・ラテン系: 21.6% - メキシコ出身: 14.9% - プエルトリコ出身: 3.6% - キューバ出身: 0.2% - ドミニカ共和国出身: 0.2% 年齢別人口構成 - 18歳未満: 28.9% - 18-24歳: 13.4% - 25-44歳: 31.9% - 45-64歳: 17.0% - 65歳以上: 8.8% - 年齢の中央値: 29歳 - 性比（女性100人あたり男性の人口） - 総人口: 100.8 - 18歳以上: 99.3 | 世帯と家族（対世帯数） - 18歳未満の子供がいる: 40.1% - 結婚・同居している夫婦: 56.6% - 未婚・離婚・死別女性が世帯主: 12.3% - 非家族世帯: 27.5% - 単身世帯: 22.3% - 65歳以上の老人1人暮らし: 6.5% - 平均構成人数 - 世帯: 2.68人 - 家族: 3.14人 収入と家計 - 収入の中央値 - 世帯: 36,872米ドル - 家族: 41,455米ドル - 性別 - 男性: 28,031米ドル - 女性: 22,364米ドル - 人口1人あたり収入: 17,219米ドル - 貧困線以下 - 対人口: 12.1% - 対家族数: 9.7% - 18歳未満: 16.3% - 65歳以上: 9.8% |

## 都市と町

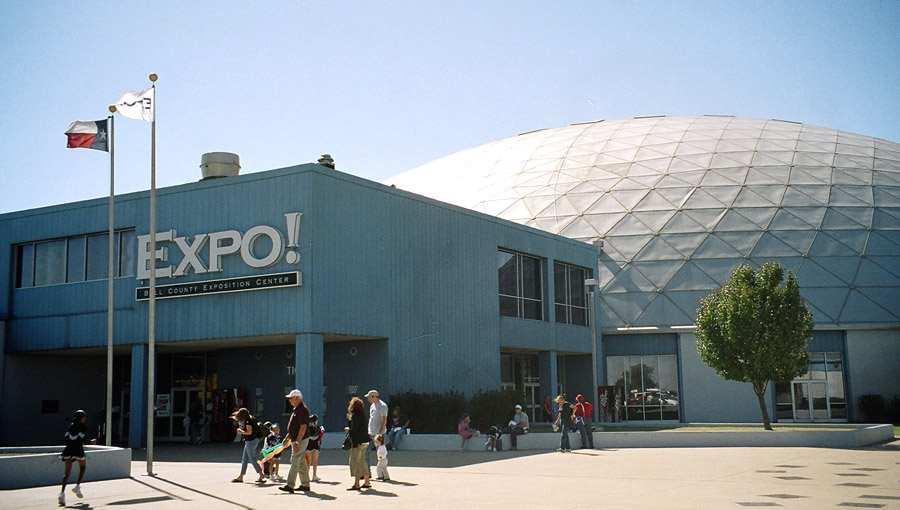
ベル郡展示場、ベルトン市の南、州間高速道路35号線近くにある

| - バートレット - ベルトン - 郡庁所在地 - コッペラスコーブ - フォート・フッド - ハーカーハイツ - ホランド - キリーン | - リトルリバー・アカデミー - モーガンズポイントリゾート - ノーランビル - ロジャーズ - サラド - テンプル - トロイ |

### 未編入の町
- ディンドン
- ハイデンハイマー
- ペンドルトン
- プレーリーデル

## 教育
ベル郡の公共教育は下記の独立教育学区が管轄している。
| - アカデミー独立教育学区 - バートレット独立教育学区（部分） - ベルトン独立教育学区 - ブルースビル・エディ独立教育学区（部分） - コッペラスコーブ独立教育学区（部分） | - フロレンス独立教育学区（部分） - ゲイツビル独立教育学区（部分） - ホランド独立教育学区（部分） - キリーン独立教育学区（部分） - ランパサス独立教育学区（部分） | - ムーディ独立教育学区（部分） - ロジャーズ独立教育学区（部分） - ローズバッド・ロット独立教育学区（部分） - テンプル独立教育学区 - トロイ独立教育学区 - サラド独立教育学区 |